# Пісні Suicide Silence
Ця сторінка містить інформацію про пісні та сингли гурту Suicide Silence. Гурт випустив 11 синглів.

## Disengage
Disengage (укр. Звільнення, відрив) - другий сингл гурту Suicide Silence з альбому No Time To Bleed. Сингл був випущений 20 квітня 2010 року. У травні був представлений Відео до пісні, на якому Suicide Silence грають у світлій кімнаті та Мітч Лакер повторює рухи краба. Відео також порівнюють з кліпом гурту Lamb of God на пісню "As the Palaces Burn".

## Genocide
Сингл «Genocide» був випущений 20 жовтня 2009 року під лейблами Century Media, Trustkill. Відеокліп до пісні був також представлений 2009 року і відзнятий з допомогою сайту Bloody Disgusting, що знімає фільми жахів. На відео показано гурт під час одного з концертів, який переплітається з кадрами насилля над людьми стилізованими під фільм "Пила".